# Џефри Сити (Вајоминг)
Џефри Сити (енгл. Jeffrey City) насељено је место без административног статуса у америчкој савезној држави Вајоминг.

## Демографија
По попису из 2010. године број становника је 58, што је 48 (-45,3%) становника мање него 2000. године.
| Група             | 2000.       | 2010.      |
| Белци             | 103 (97,2%) | 56 (96,6%) |
| Афроамериканци    | 0 (0,0%)    | 0 (0,0%)   |
| Азијати           | 0 (0,0%)    | 0 (0,0%)   |
| Хиспаноамериканци | 2 (1,9%)    | 0 (0,0%)   |
| Укупно            | 106         | 58         |